# Stade Abdoulaye Nakoro Cissoko
El Stade Abdoulaye Nakoro Cissoko es un estadio multiusos utilizado principalmente para partidos de fútbol ubicado en la ciudad de Kayes, Malí y es actualmente la sede del AS Sigui de la Primera División de Malí.

## Historia
Fue inaugurado en 2001 y su primer partido internacional lo disputó la selección nacional ante Zambia el 10 de enero de 2002 que terminó 1-1.
Fue una de las sedes de la Copa Africana de Naciones 2002 en dos partidos de la fase de grupos y en el partido de los cuartos de final entre Malí ante Sudáfrica.